# Okhtyrka rajon
Okhtyrka rajon (ukrainsk: Охтирський район, tr. Okhtyrskij rajon) er en af 5 rajoner i Sumy oblast i Ukraine, hvor Okhtyrka rajon er beliggende mod sydøst i oblasten, og rajonen grænser dermed op til Rusland mod øst. Mod sydøst ligger Kharkiv oblast, og derefter mod syd og vest Poltava oblast. Mod nord ligger Sumy rajon. Efter Ukraines administrative reform fra juli 2020 er den tidligere Okhtyrka rajon udvidet med to andre nærtliggende rajoner, samt byen Okhtyrka, sådan at Okhtyrka rajons samlede befolkningstal er nået op på 125.600.
Det område, som Okhtyrka rajon nu dækker, har været en del af det historiske Sloboda Ukraine, hvis autonomi blev afskaffet af kejserinde Katarina den Store i 1765. Okhtyrka var en af fem regimentsbyer i Sloboda Ukraine. De andre fire var i øvrigt Kharkiv, Izjum, Sumy og Ostrogozjsk (den sidstnævnte by ligger i dag et stykke inde i Rusland).